# Fuenteungrillo
Fuenteungrillo fue una localidad situada a cuatro kilómetros al oeste del municipio de Villalba de los Alcores en Valladolid, comunidad autónoma de Castilla y León (España).

## Estado

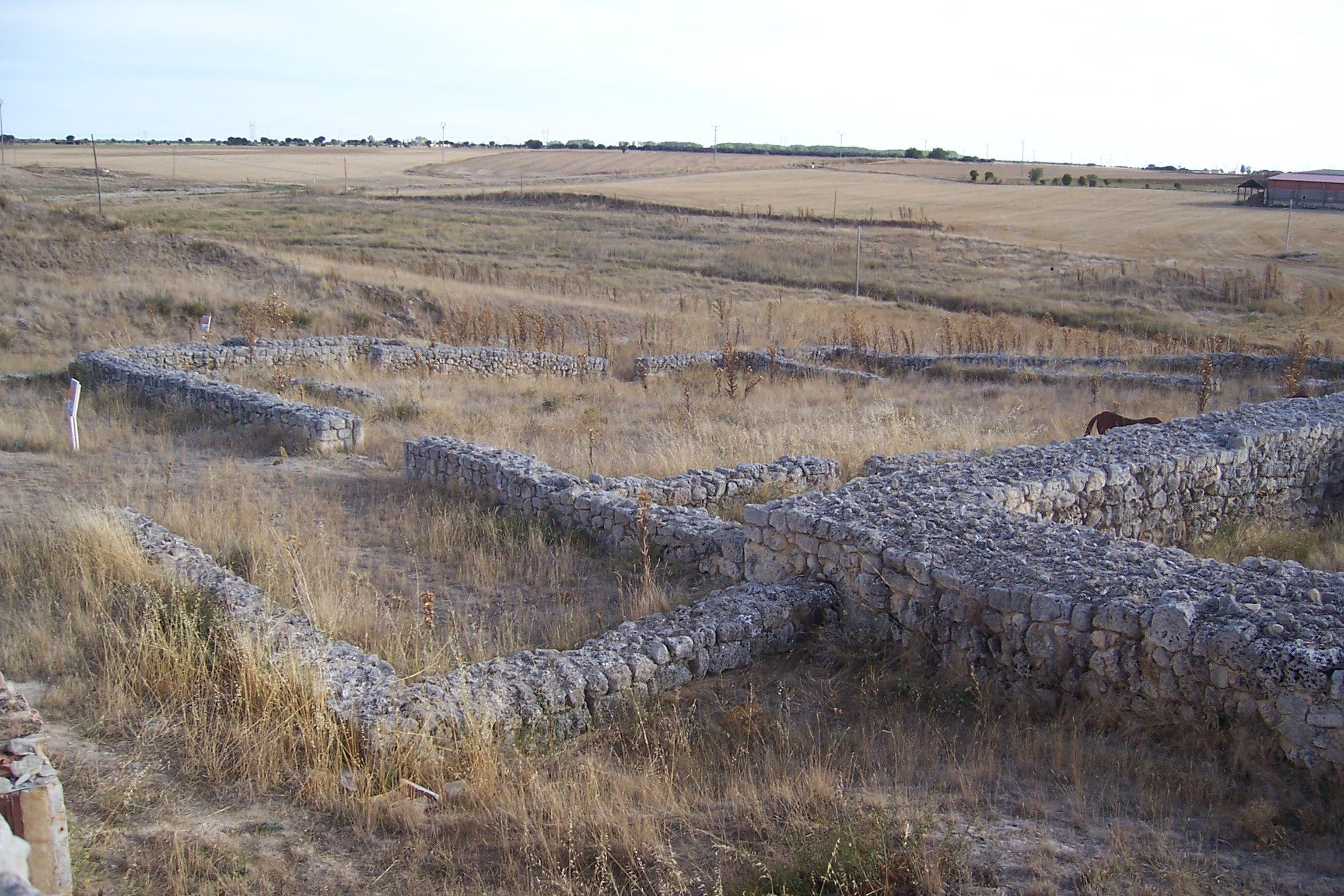
Vista de las ruinas (cimientos).

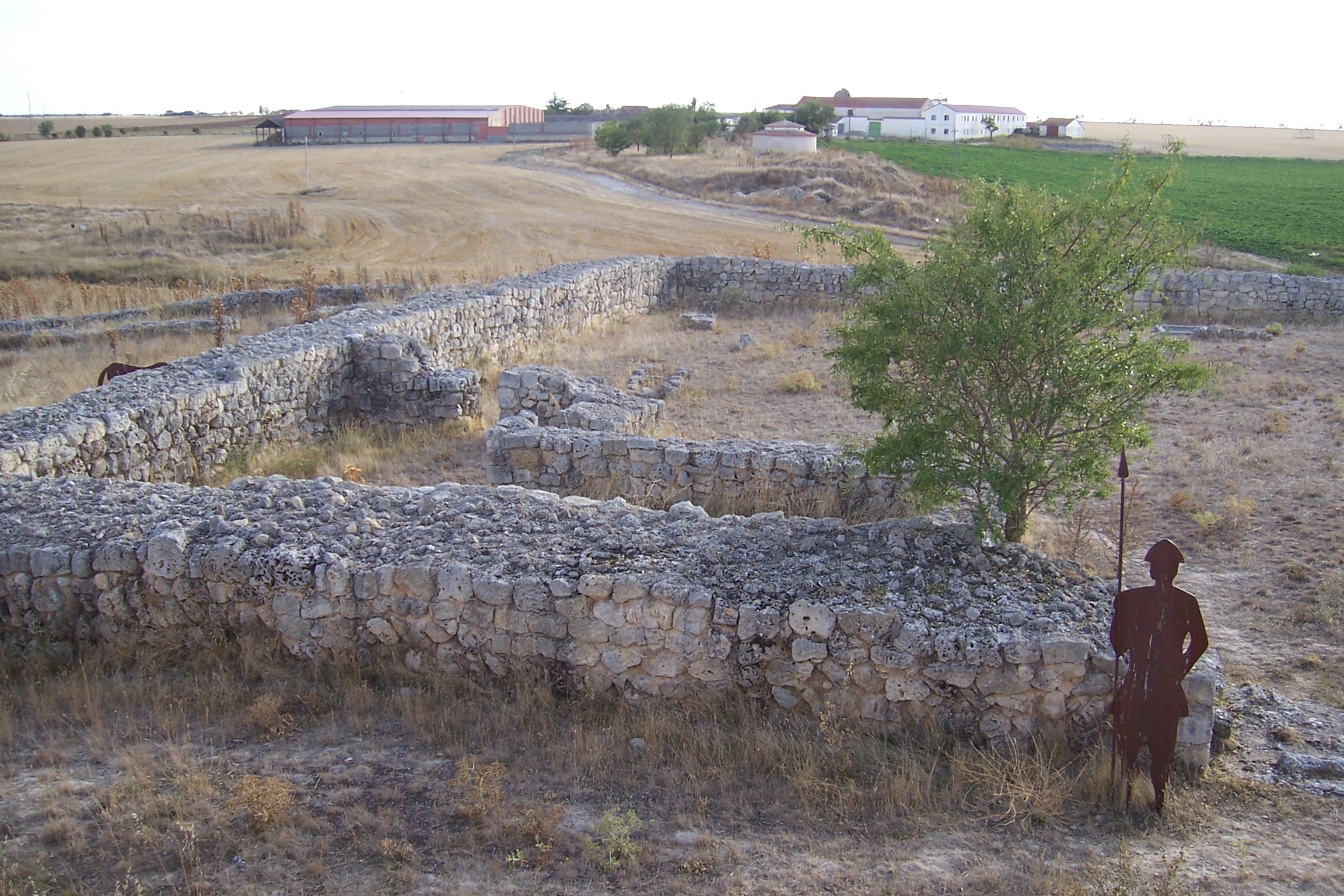
Vista de los restos.

Hoy solo quedan las ruinas de una muralla, un pequeño castillo y su centro señorial, además de varias iglesias con su necrópolis. Aunque cabe destacar que, en realidad, eran dos barrios: Fuenteungrillo y Santa Coloma.

## Historia
Las distintas campañas arqueológicas llevadas a cabo por la Universidad de Valladolid desde 1982 han permitido conocer que, desde la repoblación de finales del siglo X y del siglo XI hasta su despoblamiento total entre finales del siglo XIV y principios del siglo XV, hubo un progresivo abandono por parte de sus habitantes motivado por diversas causas. Asimismo, gracias a ello, podemos contemplar el entramado de sus calles principales, los restos del castillo y de algunas viviendas.
Fuenteungrillo, por acuerdo compartido entre la Consejería de Cultura de la Junta de Castilla y León y el Ayuntamiento de Villalba de los Alcores, se convertirá en un recinto museístico arqueológico que, valiéndose de la reconstrucción de una de sus viviendas y de la puesta en marcha de un Aula Didáctica, intentará una recreación de la vida cotidiana de este despoblado medieval.
El Yacimiento de Fuenteungrillo fue declarado Bien de Interés Cultural con categoría de zona arqueológica el 30 de marzo de 1983.